# Gregor Paulsson

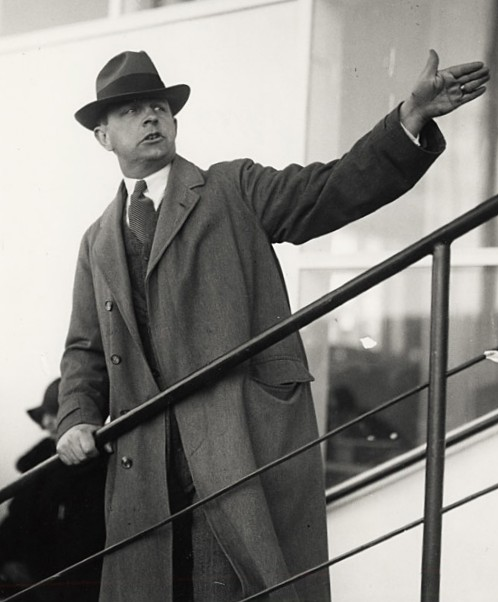
Gregor Paulsson auf der Stockholmer Ausstellung 1930

Nils Bernhard Gregor Paulsson (Aussprache [ˌgʁeːgɔʁ ˈpoːlsɔn], * 27. August 1889 in Helsingborg; † 1977) war ein schwedischer Kunsthistoriker und hauptsächlich aktiv an der Universität Uppsala. 

## Leben
Gregor Paulsson war Sohn eines Schneidermeisters. Er studierte an der Universität Lund, wo er 1915 seinen Doktorgrad mit einer Abhandlung über Skånes Kunstgeschichte der Renaissance erwarb. Von 1916 bis 1924 war er Direktor für das Nationalmuseum in Stockholm und 1920–34 war er Vorsitzender der schwedischen Vereinigung für Werkkunst Svenska Slöjdföreningen. 1919 schrieb er für Svenska Slödföreningen die Kampfschrift Vackrare Vardagsvara (Hübscherer Gebrauchsgegenstand), die darauf hinausging, dass wohlgeformte und durchdachte Gebrauchsgegenstände für alle Menschen zugänglich sein sollten. 
1930 war Gregor Paulsson als Vorsitzender der Svenska Slöjdföreningen zusammen mit der Stadt Stockholm verantwortlich für die Stockholmer Ausstellung 1930, die gemeinhin als Durchbruch für den Funktionalismus in Schweden gilt. Außerdem war er Mit-Autor des im Jahr darauf von den Ausstellungsmachern veröffentlichten Manifests Acceptera. 
1934 bis 1956 war Paulsson Professor für Kunstgeschichte an der Universität Uppsala. Er publizierte einige kunstgeschichtliche Handbücher, wie Italiensk renässans (1937), Konstens världshistoria (1942) und Svensk stad (1950). Er war verheiratet mit Ester Wägner, der Schwester der Schriftstellerin Elin Wägner.

## Schriften
- Schwedische Plakatkunst. In: Die Plakat. Bd. 8 (1917), Heft 5/6, Sept.-Nov. 1917, S. 233–241 (Digitalisat).